# Göran Olsson
 (août 2014).
Si vous disposez d'ouvrages ou d'articles de référence ou si vous connaissez des sites web de qualité traitant du thème abordé ici, merci de compléter l'article en donnant les références utiles à sa vérifiabilité et en les liant à la section « Notes et références ».
Göran Olsson, né le 20 septembre 1965 à Lund, Skåne län est un réalisateur et producteur de cinéma suédois.

## Biographie
Depuis la fin des années 1980, il voyage à travers le monde pour réaliser des films pour la télévision suédoise et le cinéma. Il est rédacteur en chef et créateur de courts documentaires pour l'émission de télévision Ikon (SVT). Il est aussi le cofondateur de la compagnie de production Story AB.

### Le Black Power Mixtape 1967-1975
Göran Olsson a réalisé un film d'archives, The Black Power Mixtape en 2011, sur l’évolution du mouvement Black Power aux États-Unis entre 1967 et 1975. La musique a été composée par Questlove et Om’mas Keith.
À la fin des années 1960 et au début des années 1970, des journalistes de télévision suédois se sont rendus aux États-Unis dans l'intention de montrer le pays tel qu'il est. À cette époque, la Suède avait décidé qu'elle devrait avoir son propre média indépendant et devait couvrir les événements internationaux selon une perspective suédoise. Le lien entre le mouvement des droits civiques, le mouvement du Black Power et la Suède était très fort et a débuté avec l'attribution du Prix Nobel de la paix en 1964 à Martin Luther King. Les relations diplomatiques entre les États-Unis et la Suède ont d'ailleurs été rompues en 1972 à la suite de l'intervention du ministre de la diplomatie suédois qualifiant le bombardement de Hanoï par les États-Unis de massacre nazi. Certaines de ses images et de ses interviews ont été rassemblées par Göran Olsson en respectant la chronologie qui restitue une dimension  humaine complexe à l'histoire raciale de  cette période.
Le film débute au moment où le concept de Black Power est promu par Stokely Carmichael, un vétéran des marches de la liberté au début de la décennie, qui comme la plupart des jeunes activistes noirs, a grandi déçu par la philosophie non violente inspirée par Gandhi du Martin Luther King. En 1967, il avait rédigé l’ouvrage Black Power avec Charles V. Hamilton qui a apporté une contribution importante à la cause noire. Il est à l'origine de l'idée de racisme institutionnel. Il a poursuivi son positionnement pan-africaniste radical en se réfugiant à Conakry en Guinée avec son épouse de l’époque, Miriam Makeba. Il prend alors le nom de Kwame Ture et il est montré arborant un militantisme n'hésitant à employer la confrontation, souvent prononçant des discours acerbes et spirituels. Mais les caméras suédoises ont aussi capté un autre aspect de sa personnalité. Dans la scène la plus émouvante et saisissante de Mixtape, il rencontre sa mère, Mable, l'incitant gentiment de parler des conséquences de la pauvreté et de la discrimination dans sa famille.
Cette conversation au calme rappelle que  la rhétorique enflammée du mouvement du Black Power avec ses propos sur la révolution, la libération nationale et la lutte armée trouve ses origines dans des expériences amères. Angela Davis témoigne aussi de ces situations humiliantes vécues par la communauté noire dans son environnement personnel.
Les militants des Black Panther, Bobby Seale, Huey P. Newton et Eldridge Cleaver sont aussi évoqués. Et pendant que The Black Power Mixtape raconte une histoire de défiance et de fierté, c'est aussi l'histoire de défaite, de frustration et de destruction terrible. L'assassinat de Martin Luther King, le nombre accablant de victimes de la guerre du Vietnam, le soulèvement de la prison Attica, la diffusion de l'héroïne dans les ghettos dans les cités du nord : ces événements ne sont pas des chapitres dans un conte où le sentiment de triomphe domine.
À un moment, l'équipe de cadreurs visite le rédacteur en chef du Guide TV, qui a publié un article accusant les médias d'information européens (et en particulier ceux de Suède) de présenter une image trop négative de la société américaine. Le film de Olsson ne réfute pas entièrement cette accusation, mais il laisse une impression d'une curiosité pleine de compassion, une volonté de montrer que les américains ne se sont toujours pas respectés les uns les autres à cette époque ou aujourd'hui. Les voix de personnalités célèbres et controversées comme Angela Davis et Louis Farrakhan sont entendues, en tant qu'habitants ordinaires de Harlem, Brooklyn et Oakland[Lequel ?].
Le Black Poxer Mixtape ne présente pas une histoire exhaustive du mouvement Black Power car il se focalise sur la période débutant en 1967 et se terminant en 1975. Le producteur de ce documentaire est l’acteur américain Danny Glover qui a sollicité certaines personnalités aujourd'hui porte-parole de la cause afro-américaine : Angela Davis, la poétesse Sonia Sanchez, les musiciens Abiodun Oyewole des The Last Poets qui évoque la signification et l'héritage du Black Power et l'importance de la pensée de Malcolm X, Erykah Badu, Questlove, John Forté, Talib Kweli, Harry Belafonte, et d'autres. Talib Kweli notamment explique qu'après avoir vu un discours de Stokely Carmichael sur Internet, les agents de l'aéroport de Los Angeles (à la suite des ordres de la CIA et du FBI) l'ont arrêté pour l'interroger sur les causes de cet intérêt pour cette personnalité charismatique. Melvin Van Peebles, cinéaste et Kenny Gamble  témoignent sur cette période.
Leurs propos quelquefois approfondissent le jugement du spectateur sur ce qui est diffusé sur l'écran, bien qu'à d'autres occasions, les nuances et les contradictions du passé dépassent le commentaire didactique. Mais le fait que les visages des intervenants qui témoignent ne soient pas visibles produit un sentiment d'étrangeté qui est crucial pour l'efficacité du film. Le spectateur se rend compte précisément des manques et des discontinuités : entre les slogans et les réalités, entre les idéaux politiques et les problèmes sociaux persistants, entre la situation de cette époque et la nôtre.
Et le spectateur est laissé dans un immense état de confusion, s'interrogeant sur l'importance des changements  et comment ils se sont mis en place. Comment est-on passé de l'Amérique de Stokely Carmichael à l'Amérique de Barack Obama, qui représente une autre sorte de Black Power ? Jusqu'à quel point est-on dans la même Amérique ?

## Concerning Violence, Nine Scenes From the Anti-Imperialistic Self-Defense
Concerning Violence, Nine Scenes From the Anti-Imperialistic Self-Defense (À propos de la violence : Neuf scènes de l'auto-défense anti-impérialiste), présenté au dernier festival de Sundance et à la Berlinale en février 2014 est un documentaire rassemblant aussi des images d’archives tournées par la télévision suédoise. 
Au début, le réalisateur envisageait de prendre des images contemporaines mais en choisissant, des personnes d'aujourd'hui, cela entraînerait un débat sur la situation spécifique en Palestine ou au Nigéria. Il recherchait des images qui se rapprocheraient de l'animation en souhaitant créer un sentiment intemporel, presque allégorique des événements. Il a travaillé avec une célèbre infographiste suédoise Stefania Malmsten qui apporte un regard neuf avec ses schémas intemporels, permettant la vision du documentaire dans les années futures sans perdre de sa pertinence.
Le mouvement de libération en Angola ou au Mozambique, la lutte pour l’indépendance en Tanzanie, des images de missionnaires suédois mêlées à des scènes de la vie quotidienne tournées en Afrique entre 1966 et 1984 sont évoqués dans le film. Ce film d'archives critique le colonialisme et ses effets néfastes.
Des extraits du livre de Frantz Fanon, Les damnés de la Terre sont inscrits sur l'écran pour appuyer les images et sont lus par la chanteuse Lauryn Hill, grande lectrice de Frantz Fanon : « Le texte de Frantz Fanon est très révélateur de ce qui se passe aujourd'hui. Il ne s'agit pas des mêmes pays ni de leurs armées, mais il s'agit de multinationales qui volent les matières premières. En Occident, nous vivons dans un mensonge total: nous n’essayons jamais de comprendre où sont fabriqués nos téléphones bon marché ou nos tee-shirts. J’ai fait un film comme un Européen du Nord à l’attention, principalement, d’autres Européens du Nord et pour tenter de comprendre ce mécanisme ».
Göran Olsson constate que les propos de Frantz Fanon reste toujours d'actualité même plus de cinquante ans après la décolonisation. L’Afrique reste toujours confrontée à ses conséquences nuisibles et à la violence que Fanon critiquait à son époque : « Nous avons des règles sur le commerce : par exemple, je pense qu'il est très important qu’une société minière suédoise puisse s'établir au Congo si elle le souhaite [...]. Le libre-échange des biens et des services est primordial. Mais, dans les faits, personne ne peut dépasser les rives de la Méditerranée pour aller du Sud vers le Nord, y vivre et y travailler. Si nous sommes dans le libre marché, on doit pouvoir implanter des mines au Congo et les Congolais doivent pouvoir, eux aussi, se rendre à Stockholm et y ouvrir une épicerie ».

## Filmographie
- 1992 : k[à vérifier]
- 1998 : Fuck You, Fuck You Very Much
- 2009 : Am I Black Enough for You
- 2011 : The Black Power Mixtape 1967-1975
- 2014 : Om våld
- 2016 : Fonko
- 2017 : That Summer